# Колман, Кит
Кит Колман (1856-1915) — это псевдоним ирландско-канадской обозревательницы газет Кэтлин Блейк Колман. Колман была первой всемирно признанной военной корреспонденткой, описывающей Испано-американскую войну для «Торонто Мейл» (Toronto Mail) в 1898 году. Колман также была первым президентом Канадского женского клуба прессы — организации женщин-журналисток.

## Ранняя жизнь
Кэтрин Фергюсон родилась в семье фермера Патрика и Мэри Фергюсон в Каслблейкни, графство Голуэй в мае 1856 года. Кэтрин сперва училась при аббатстве Лоретто в Ратфарнеме и затем заканчивала образование в Бельгии. Уже во взрослом возрасте Кэтрин вспоминала, как родители повлияли на её любовь к творческой деятельности; отец привил ей страсть к книгам, а мать, которая была слепой, научила игре на нескольких музыкальных инструментах. Сильнейшее влияние на её интеллектуальную жизнь исходило от дяди Томаса Николаса Берка, доминиканского священника, известного либерала и оратора, который обучил её религиозной и социальной терпимости, что отразилось на её работе журналиста.
Колман в юном возрасте вышла замуж за Томаса Уиллиса, богатого землевладельца старше неё, под принятым именем Кэтлин Блейк. У пары родился ребёнок, умерший в раннем детстве, и Уиллис скончался вскоре после этого. Брак был несчастливым, поэтому Колман не унаследовала ничего после своего мужа и эмигрировала в Канаду молодой вдовой в 1884 году. Там она работала секретарём, пока она не вышла замуж за своего начальника, Эдварда Уоткинса. Она жила в Торонто и Уиннипеге, где у неё родились двое детей (Тэди и Патрисия).
В 1889 году, после смерти Уоткинса, или более вероятно, после их развода, Колман сперва работала уборщицей, пытаясь таким образом содержать себя и своих детей, а затем начала писать статьи для местных журналов, в основном «Субботняя ночь Торонто» (Toronto's Saturday Night).

## Журнализм
Кэтлин Блейк Уоткинс переехала в Торонто в 1890 году для того, чтобы продолжать журналистскую деятельность: «Кит из Мейл» была первой женщиной-журналисткой, ответственной за свой раздел в канадской газете. Затем её приняли на работу в «Торонто Мейл», позже «Мейл энд Эмпайр» (Mail and Empire). В 1890-х и в начале 1900-х она вела страницу на семь колонок в «Торонто Мейл», которая называлась «Королевство женщин» (Woman's Kingdom) и выходила раз в неделю. Она начала писать статьи на более лёгкие темы, типичные для женских колонок того времени, вроде театральной критики, моды или рецептов, а в одной из самых популярных своих статей давала советы влюблённым. Она выступала против утверждений редакторов о том, что женщины интересуются только домашним хозяйством, модой и её колонкой советов, и настаивала на праве писать на другие темы, которые также полагала интересным для них: политика, бизнес, религия и наука.
Её колонка была настолько откровенной, что привлекла широкое внимание читателей, включая премьер-министра Канады Уилфрида Лорье. Она также освещала такие темы, как социальные реформы и проблемы женщин, изучала проблемы домашнего насилия и плохих условий женского труда. Статьи Колман размещались в газетах во всей Канаде, где она работала до мая 1911 года.
Кэтлин Блейк Уоткинс все чаще писала статьи, охватывающие области в основных новостях, и вскоре стала одним из «звёздных» репортёров «Мейл». В 1891 году она взяла интервью у известной французской актрисы Сары Бернард, которая выступала в Канаде. Колман была специальным корреспондентом для «Торонто Мейл» во время Всемирной выставки, Чикаго, 1893; Зимней ярмарке, Сан-Франциско, 1894; в Британской Вест-Индии, 1894; во время бриллиантового юбилея королевы Виктории, Лондон, 1897. Её репутация росла на международном уровне, и в 1894 году американский справочник назвал её статьи «блестящими» и отметил, что ни одна женщина-журналист и ни один мужчина, не достигший звания главного редактора, не имел такого влияния на престижность и распространение северно-американских газет.

## Освещение Испано-американской войны на Кубе
Во время Испано-американской войны в 1898 году, Кэтлин Блейк вызвалась отправиться на Кубу, чтобы осветить фронтовые события, и «Торонто Мейл» согласилась, надеясь таким образом получить сенсационный материал. Однако редакторы Кэтлин обязывали её писать только «болтовню», как она называла её, а не настоящие новости с фронта, полагая это недопустимым для женщины. Она получила право быть военным журналистом от правительства США, став таким образом первой в мире женщиной — признанным военным корреспондентом.
Она была уполномочена сопровождать американские войска и решительно выступала против других корреспондентов и военных властей, которым почти удалось задержать её во Флориде. Блейк упорствовала и прибыла на Кубу в июле 1898 года, незадолго до конца войны. Её рассказы о последствиях войны и её человеческих жертвах стали вершиной её карьеры журналиста и принесли ей всемирную известность. Во время её пути обратно в Канаду, Кэтлин остановилась в Вашингтоне, где она обратилась в Международный союз женщин-журналистов.

## Поздняя карьера
После возвращения из Кубы, Уоткинс вышла замуж за Теобальда Колмана и переехала в Коппер Клифф, где её муж был доктором в канадской медной компании. В 1901 Колманы переехали в Гамильтон, Онтарио.
В 1904 году, для борьбы с дискриминацией женщин-журналистов, она помогла создать Канадский женский клуб прессы и была его первым президентом. Несмотря на свою новаторскую работу как журналистки и активную писательскую деятельность на тему прав женщин, Колман публично осуждала феминизм и идею женского права голоса до 1910 года. Многие другие женщины-журналисты, включая её коллегу из «Мейл энд Эмпайр», Кэтрин Хейл (Амелия Бирз Уорнок), рассматривали Колман как первопроходца и образец для подражания, а суфражистки надеялись, что она станет активистом в вопросе женского права голоса. Политическая двойственность Колман отчасти исходила из позиции редакторов в «Торонто Мейл» и «Мейл энд Эмпайр»; обе газеты резко выступали против этого. Кроме того, Колман не была уверена, насколько сильно женщины и «объективные» журналисты должны быть вовлечены в политику.
Колман также была поэтессой и публиковала стихотворные сборники.
Она заболела пневмонией и умерла 16-го мая 1915 года в Гамильтоне, Онтарио.